# Le Blues de l'Orient
Pour plus de détails, voir Fiche technique et Distribution.
Le Blues de l'Orient est un documentaire français réalisé par Florence Strauss et sorti en 2007.

## Fiche technique
- Titre : Le Blues de l'Orient
- Réalisation : Florence Strauss
- Scénario : Mano Siri et Florence Strauss
- Photographie : Laurent Brunet
- Son : Dominique Vieillard
- Montage : Dominique Sicotte
- Supervision musicale : Abed Azrié
- Société de production : Les Films d'ici
- Société de distribution : Eurozoom
- Pays de production :  France
- Durée : 90 minutes
- Date de sortie : France - 12 décembre 2007[1]

## Distinctions
- Prix du meilleur documentaire au Festival international du film sur l'art[2]

### Presse
- Thomas Sotinel, « Le Blues de l'Orient : utopie musicale entre Nil et Euphrate », Le Monde, 11 décembre 2007.
- Albert Bolduc, Positif, no 563, janvier 2008, p. 40.